# Yabisi habanensis
Yabisi habanensis is een spinnensoort in de taxonomische indeling van de Hersiliidae.
Het dier behoort tot het geslacht Yabisi. De wetenschappelijke naam van de soort werd voor het eerst geldig gepubliceerd in 1936 door Franganillo.